# Dominic Monaghan
Dominic Bernard Patrick Luke Monaghan (narozen 8. prosince 1976 Berlín) je anglickým hercem. Mezinárodní pozornosti se mu dostalo po úspěchu filmové adaptace knihy J. R. R. Tolkiena Pán prstenů v režii Petera Jacksona, kde si zahrál roli Smíška. Dalším úspěchem byla role Charlieho Pace v televizním seriálu Ztraceni (LOST v ang. originále).

## Jeho postava v seriálu Ztraceni
Charlie Hieronymus Pace je dalším zachráněným z přední části havarovaného letadla společnosti Oceanic. Před havárií byl Charlie baskytaristou a druhým vokalistou hudební skupiny Driveshaft. Charlieho drogová závislost (při zřícení letu 815 zrovna šňupal na záchodě heroin) a věčné sebeobviňování jsou jeho největšími životními problémy. Stejně jako ostatním „ztraceným“ mu havárie poskytla možnost nového začátku. Na ostrově si vytvoří silný vztah s Claire Littletonovou. V posledních dílech mu Desmond přidá další problém – unikání smrti.

## Filmografie

### Film
| Rok  | Název                             | Role              | Poznámky            |
| ---- | --------------------------------- | ----------------- | ------------------- |
| 2001 | Pán prstenů: Společenstvo Prstenu | Smělmír Brandorád |                     |
| 2002 | Pán prstenů: Dvě věže             | Smělmír Brandorád |                     |
| 2003 | Pán prstenů: Návrat krále         | Smělmír Brandorád |                     |
| 2003 | An Insomniac's Nightmare          | Jack              | krátkometrážní film |
| 2004 | Šmejdi                            | Goat              |                     |
| 2004 | The Purifiers                     | Sol               |                     |
| 2005 | Ringers: Lord of the Fans         | vypravěč (hlas)   |                     |
| 2005 | Shooting Livien                   | Owen Scott        |                     |
| 2008 | Obchodník se smrtí                | Arthur Blake      |                     |
| 2009 | X-Men Origins: Wolverine          | Chris Bradley     |                     |
| 2010 | Komando postradatelných           | Sin               |                     |
| 2011 | Svět po zániku                    | Rick              |                     |
| 2012 | The Millionaire Tour              | Casper            |                     |
| 2015 | Molly Moonová                     | Nockman           |                     |
| 2016 | Zvířátko                          | Seth              |                     |
| 2017 | Atomica                           | Robinson Scott    |                     |
| 2018 | Mute                              | Oswald            |                     |
| 2019 | Radioflash                        | Chris             |                     |
| 2019 | Star Wars: Vzestup Skywalkera     | Beaumont Kin      |                     |
| 2021 | Edge of the World                 | Arthur Crookshank |                     |
| 2022 | Last Looks                        | Warren Gomes      |                     |

### Televize
| Rok        | Název                                               | Role                     | Poznámky                             |
| ---------- | --------------------------------------------------- | ------------------------ | ------------------------------------ |
| 1996–98    | Hetty Wainthropp Investigates                       | Geoffrey Shawcross       | 27 dílů                              |
| 1997       | V nepřátelských vodách                              | Sasha                    | Sasha                                |
| 2000       | This Is Personal: The Hunt for the Yorkshire Ripper | Jimmy Furey              | Sasha                                |
| 2000       | Monsignor Renard                                    | Etienne Pierre Rollinger | 3 díly                               |
| 2004–2010  | Ztraceni                                            | Charlie Pace             | 65 dílů                              |
| 2008       | MADtv                                               | Sám sebe                 | 2 díly                               |
| 2008       | Caiga Quien Caiga                                   | Sám sebe                 | díl 12.15                            |
| 2009       | Chuck                                               | Tyler Martin             | díl: Chuck a třetí dimenze           |
| 2009–2010  | Záblesk budoucnosti                                 | Dr. Simon Campos         | 15 dílů                              |
| 2010       | Top Gear                                            | Sám sebe                 | 2 díly                               |
| 2012       | The Unknown                                         | Mark Nickel              | 6 dílů                               |
| 2012       | Childrens Hospital                                  | Dr. Owen Maestro         | díl: British Hospital                |
| 2012–2016  | Divocí tvorové s Dominicem Monaghanem               | Sám sebe                 | 30 dílů                              |
| 2013       | Kruťárny                                            | Sám sebe                 | díl: Dominic Monaghan                |
| 2013       | The Eric Andre Show                                 | Sám sebe                 | díl: Krysten Ritter/Dominic Monaghan |
| 2014       | The Hundred Code                                    | Tommy Conley             | 12 dílů                              |
| 2017       | Sofie První                                         | Fig (hlas)               | díl: The Crown of Blossoms           |
| 2017       | A Midsummer's Nightmare                             | Mike Puck                | TV film                              |
| 2018       | Bite Club                                           | Stephen Langley          | 8 dílů                               |
| 2022       | Legenda jménem Vox Machina                          | Archibald Desnay (hlas)  | 4 díly                               |
| 2022–dosud | Moonhaven                                           | Paul Serno               |                                      |

### Hudební videoklipy
| Rok  | Umělec                   | Název skladby        | Role   |
| ---- | ------------------------ | -------------------- | ------ |
| 2010 | Eminem featuring Rihanna | Love the Way You Lie | přítel |

### Videohry
| Rok  | Název                                              | Role                        | Poznámky |
| ---- | -------------------------------------------------- | --------------------------- | -------- |
| 2003 | Pán prstenů: Návrat krále                          | Meriadoc Brandybuck         |          |
| 2003 | The Lord of the Rings: The Battle for Middle-earth | Meriadoc Brandybuck         |          |
| 2008 | Lost: Via Domus                                    | Charlie Pace                |          |
| 2012 | Lego The Lord of the Rings                         | Meriadoc "Merry" Brandybuck |          |
| 2016 | Quantum Break                                      | William "Will" Joyce        |          |
| 2021 | Call of Duty: Vanguard                             | Jannick Richter             |          |